# Gaming, Áo
Gaming là một đô thị thuộc huyện Scheibbs trong bang Niederösterreich, Áo.